# Holstebromotorvejen
De Holstebromotorvejen (Nederlands: Holstebro-autosnelweg) is een autosnelweg in Denemarken, die Herning met Holstebro verbindt. De autosnelweg maakt deel uit van de P18 en vervangt de oude weg tussen beide steden, die dwars door dorpen heenliep. De weg was in 2018 voltooid.
Primærrute 18 loopt in zijn geheel van Vejle via Herning naar Holstebro.